# 冯贵人 (汉桓帝)
馮貴人，名不詳。中國東漢漢桓帝的妃子。
冯氏生前事迹不詳，有国色，死后十多年，在汉灵帝年间，其墳墓被盜挖。盜墓賊發現馮氏雖屍首僵冷，但容貌仍宛若生時。盗墓贼便争相奸尸，竟至打斗相杀，遂被人发现捉获。
漢桓帝皇后竇妙在成為皇太后之後臨朝稱制，並與宦官爭權，往後失勢被幽禁并暴崩。群臣對竇妙的身后事争议不休，曹节、王甫等提议追废她皇后身分，改成以冯贵人配饗漢桓帝。廷尉陈球指出冯贵人曾遭奸尸，不宜配饗，此提议遂作罢。